# Ceków (gmina)
Ceków (od 1973 Ceków-Kolonia) – dawna gmina wiejska istniejąca do 1954 roku w woj. łódzkim i poznańskim. Siedzibą władz gminy był Ceków.
W okresie międzywojennym gmina Ceków należała do powiatu kaliskiego w woj. łódzkim. 1 kwietnia 1938 roku gminę wraz z całym powiatem kaliskim przeniesiono do woj. poznańskiego.
Po wojnie gmina zachowała przynależność administracyjną. Według stanu z dnia 1 lipca 1952 roku gmina składała się z 15 gromad: Ceków, Ceków kol., Gostynie, Kosmów, Kosmów, kol., Kuźnica, Plewnia, Plewnia Nowa, Poroże Nowe, Poroże Stare, Prażuchy Nowe, Prażuchy Stare, Przespolew Kościelny, Przespolew Pański i Stropieszyn.
Jednostka została zniesiona 29 września 1954 roku wraz z reformą wprowadzającą gromady w miejsce gmin. Po reaktywowaniu gmin z dniem 1 stycznia 1973 roku gminy Ceków nie przywrócono, utworzono natomiast jej terytorialny odpowiednik, gminę Ceków-Kolonia z siedzibą w Cekowie-Kolonii